# Školství ve Spojeném království
Školní systém ve Velké Británii je v každé části země trochu odlišný, protože se vyvíjel separátně pod řízením dané zemské vlády. Britská vláda řídí systém v Anglii, Skotský kabinet ve Skotsku, Velšská vláda ve Walesu a systém Severního Irska řídí vláda Severního Irska. 
Vzdělání je ve Spojeném království povinné pro všechny děti ve věku od 5 do 18. let. Tzv. věk školní docházky (“outgoing age”) byl do roku 2015 nižší a to na hranici věku 16 let. V roce 2015 vstoupil v platnost dodatek zákona, který povoluje ukončit školní docházku dítěti, který dosáhne v onen školní rok 18 let, nicméně školu může opustit až poslední možný školní den v červnu.

## Historie školství ve Spojeném království
Počátek tvorby školského vzdělávacího systému sahá do 18. století, kdy ve Spojeném království došlo k rozsáhlému omezení demokracie, jelikož zde panovaly obavy z možných následků Velké Francouzské revoluce, následkem toho se posílil vliv konzervativců. Ve třicátých letech 19. století byla konzervativní vláda vyměněna za vládu liberální, která začala vkládat do vzdělání první veřejné peníze. O zavedení povinné školní docházky ve Velké Británii bylo diskutováno v roce 1870 na regionálních úřadech, v roce 1880 se stal tento návrh celostátní a zákon o vzdělání nařizoval povinnou školní docházku dětem v určeném věku. Navzdory tomu, první povinná školní docházka na světě byla zavedena již v roce 1592 v protestantském vévodství Pfalz-Zweibrücken, které leží na území dnešního Německa. 

## Základní vzdělávání
Základní škola, anglicky primary school nebo primary education, která se týká dětí od 5 do 11 let (někdy také už od 4 do 13 let) a dělí se na nižší a vyšší. Nižší stupeň poskytuje základní dovednosti v oblasti čtení, psaní, matematiky, základních znalostí v přírodních a společenských vědách a připravuje pevný základ pro budoucí učení. Na vyšším stupni (Secondary School) se studenti zaměřují zejména na rozvoj tvůrčích a výzkumných schopností, vytvářejí týmy, ve kterých následně řeší různé problémy, experimentují, obhajují své názory, vedou dialogy a vytvářejí nejrůznější projekty a sbírky.

## Středoškolské vzdělávání
Středoškolské vzdělání se ve Spojeném království dělí na tzv. klíčové fáze (key stage) 3 a to je 7.–9. třída (11–14 let) a Klíčová fáze 4, což je 10.–11. třída (14–18 let). 
V případě klíčové fáze 3 se děti vzdělávají podobně jako na základní škole, plus mají navíc alespoň jeden cizí jazyk, občanskou nauku, školy musí navíc nabízet náboženskou nauku a sexuální výuku. Co se týče náboženské a sexuální výuky, tak tu mohou rodiče odmítnout.
Klíčová fáze 4 už připravuje žáky na závěrečné zkoušky GCSE – všeobecné osvědčení o středním vzdělávání. Děti se během 10. a 11. třídy soustředí na předměty, které si vybrali v 9. třídě. Při rozhodování v 9. ročníku musí mít student možnost využít tzv. poradenského a kariérního vedení (Careers Education and Guidance), tedy někoho, kdo mu pomůže nastavit směr dalšího vzdělání. Tato pomoc je formou konzultací ve školách a pomáhá s výběrem předmětů, které si žák zvolí do 11. a 12. ročníku.

## Vysokoškolské vzdělávání
Vysoké školy ve Spojeném království jsou celosvětově vyhlášené mimo jiné i díky nabídce široké škály oborů. 
Za pomocí vládní agentury UCAS (University and College Admissions Service), si studenti mohou podat 5 přihlášek na vysoké školy. Nicméně dostat se na vysokou školu není v Anglii úplně snadné, jelikož je třeba dostat doporučení učitele ze střední školy, které zahrnuje veškeré koníčky, zkušenosti, známky a chování. Pro přijetí žáka na univerzitu hraje velkou roli zájem o daný obor. Britské vysoké školy od roku 2011 zdražily a nyní se pohybuje roční studium okolo 9000 liber ročně.

### Stupně vysokoškolského vzdělání
- Vyšší odborné školy, anglicky Vocational/Technical Institutions, jsou obdobou českých vysokých odborných škol (VOŠ). Po jejich absolvování získává student titul Associate degree, v češtině titul shodný s diplomovaným specialistou (DiS).
- Městské a nižší vysoké školy se nazývají Junior/Community college, studijní obory na těchto školách jsou pak Undergraduate programs srovnatelné s naším bakalářským studiem. Po jejich úspěšném absolvování získává student titul BA (Bachelor of arts – bakalář umění) nebo BS (Bachelor of science – bakalář humanitních nebo přírodních věd) Jedná se o ekvivalent českých bakalářských titulů. Standardní délka studia se počítá 3 roky, jako v České republice, ale student se může rozhodnout pro 4 roky, přičemž ve studiu zahrnuje i tzv. GAP year, což znamená jeden rok nestudovat. Potenciální studenti jej využívají pro rozmyšlení si dalšího studia, oboru, práce.
- Navazující studium se dělí na magisterské, anglicky Master’s Degree Studies a na odborné, anglicky Professional school, což je ekvivalent k českému Ing. Z magisterského může student po absolvování získat tituly MA (Master’s of Arts) nebo MS (Master’s of science) Tradičně studium trvá 2 roky.
- Pokud se chce student věnovat výzkumům v technologické nebo vývojářské sféře na akademické půdě, je pro něj důležitý stupeň vzdělání doktorského studia Doctoral studies, později pak Postdoctoral Study and research. Tento stupeň je uznávaný mezinárodně, českým ekvivalentem je pak PhD a obvyklá délka studia je 3 až 5 let.[6]

## Další formy vzdělávání

### Neškola (Deschooling)
V překladu neškola nebo odškolování, deschooling je pojem vymyšlený rakouským filosofem Ivanem Illichem. Je to proces mezi docházkou studenta do státní školy a zahájením domácím vzděláváním.
V tomto směru se žáci pomalu odkloňují od obyčejné školní rutiny a zároveň se snaží rozvíjet ve svých dovednostech a zájmech, aby si mohly samy určit, čemu se chtějí věnovat. 
Dle studie se děti v prvních dnech odškolování odmítají učit novým věcem, spí delší dobu a vyskytují se u nich známky znuděnosti až apatie kvůli chybějícímu řádu činností. Jejich chování je podobné chování “prázdninového dítěte”, kdy žák hraje hry, či jinak vyplňuje svůj volný čas nevzděláváním se.
Systém odškolení je ale nezbytný pro žáka, který v tomto systému začíná objevovat své zájmy prostřednictvím hledání nějakého zájmu, což je považováno za základ pro začátek domácího vyučování.
V České republice existuje v rámci domácího vzdělávání projekt Neškola, z. s.

### Domácí výuka (Home education)
Nebo také Elective home education (EHE) . Obyčejně se jedná o vzdělávání dětí se špatným zdravotním stavem, tělesným handicapem nebo z jiných důvodů, například z osobních/rodinných důvodů.
Při tomto vzdělávacím systému mají rodiče povinnost ze zákona zajistit vzdělání svých dětí dle platné legislativy Anglie a Walesu. Anglie a Wales přitom nerozlišuje způsob docházky žáka do školy. Skotsko zahrnuje domácí výuku do sekce soukromého vzdělávání. 
Domácí vzdělávání obvykle zahrnuje neformální styl vzdělávání. Rodiče, posléze domácí učitelé, propagují styl zvaný unschooling, tedy neučení se klasicky dle rozvrhu jako na veřejné státní škole, ale rozvrh se přizpůsobuje žákovi a jeho potřebám.

### Vysokoškolský tutoriál (Tutorial College)
Tyto školy navštěvují žáci od 15 let, kde se intenzivně připravují na studium prestižních vysokých škol, jako je Oxford nebo Cambridge. Každá třída má malý počet studentů, učitel se věnuje svým studentům individuálně.

### Další vzdělávání – Further education
Akademická kvalifikace jsou v Británii finální roky střední školy neboli anglicky 6th form a aby se jí mohli studenti účastnit musí mít úspěšné za sebou zkoušky GCSEs. Alternativa pro 6th form jsou potom 6th form vysoké školy, které jsou pro studenty, které zkoušky GCSEs nemají. Zde zakončují zkouškami A-levels, které jsou nutné k dalšímu studiu na univerzitách (to znamená před vyšším vzděláváním – Higher education) a studuje se na ně dva roky.
Odborná kvalifikace je pro studenty, kteří nechtějí pokračovat akademickou cestou, ale zároveň se nechtějí spokojit se základním vzděláním. Toto vzdělání se liší podle programu, který si student vybere ale je vždy zaměřený hodně na to, aby si to studenti vyzkoušeli v praxi. Další vzdělávání (Further education) má dvě podoby, a to buďto studium odborné kvalifikace, anebo kvalifikace akademické.

## Radikální vzdělávací systém
Kritici veřejného školního vzdělávací systému nebo přímo povinné školní docházky se snaží dosáhnout podstatné změny. Chtějí alternativní vzdělávání vůči tradičnímu, které není závislé na škole nebo si přejí vybrat způsob svého vzdělávání, než jak jim nařizuje legislativa.
Mezi jejich hlavní argumenty patří například, že nynější vzdělávací systém má na žáky škodlivý vliv, je příliš striktní a nepodporuje v žácích a studentech přirozenou zvědavost. Dalším hlavním argumentem je idea, že nejsou studenti a žáci dostatečně připraveni na skutečný život, protože dle jejich tvrzení značnou část svých životů stráví ve školních institucí, kdy jsou nuceni poslouchat příkazy autorit obklopeni jen určitou skupinou vrstevníků.
Posledním hlavním argumentem jsou podle kritiků zásahy státu do práv a svobod výchovy dětí jejich rodičů.

## Náboženské školy
Anglicky Faith schools, jsou zde vyučovány klasické předměty, mimo jiné je zde zahrnuto i náboženské vzdělání. 
V roce 2011 bylo ve Spojeném království registrováno okolo 7.000 škol, z toho přibližně 69% byly školy anglikánské církve a přibližně 29% škol římskokatolických. Dále pak v počtu 42 židovských škol, 12 muslimských škol, 3 školy s náboženským vyznání sikhismu a 1 hinduistická škola.

## Soukromé školy
Anglicky private schools nebo také independent schools, jsou financovány vládou, žáci se zde neučí dle osnov nařízených platnou legislativou Spojeného království.
Tyto školy se mimo klasického vzdělávání mohou soustředit na výuku dětí, které mají určité vzdělávací potřeby.
Ve Spojeném království je okolo 2.600 soukromých škol, mezi nejstarší soukromé školy patří například The King’s School Canterbury (založena roku 597), The King’s School Ely (založena roku 970) nebo St.Peter’s School (založena roku 607). 
Soukromé školy jsou často kritizovány za své “elitářství” vůči absolventům veřejných škol, nebo proto, že jejich přijímací kritéria jsou zaměřená na ty absolventy, jež absolvovali přípravné školy, takzvané Feeder schools.
Všechny soukromé školy jsou registrovány a pravidelně kontrolovány vládní organizací, přičemž okolo 50% soukromých škol kontroluje organizace OFSTED.

## Klasifikace
Známkování ve Velké Británii probíhá jinak než v České republice. Prvním velkým rozdílem je, že ke klasifikaci nepoužívají číslice, ale písmena. Navíc o dosažených výsledcích jsou rodiče informování až na rodičovských schůzkách a prostřednictvím písemných zpráv od školy. 

## Národní studijní plán a testování
Studijní plán se dělí podle klíčových fází (key stages):

### Klíčové fáze (key stages) 1 a 2
Povinné předměty:
- Anglický jazyk (literatura, mluvnice)
- Matematika
- Věda
- Design a technologie
- Historie
- Geografie
- Umění a design (výtvarná výchova)
- Tělesný výchova, včetně plavání
- Informatika
- Staré a moderní cizí jazyky (v Key Stage 2)
- Školy také musí zařídit výuku náboženství, rodiče však mohou částečně nebo úplně své dítě z této výuky omluvit.

První rok – na konci tohoto roku probíhá testování ve čtení, kdy děti čtou 40 slov nahlas a učitel poté zhodnotí, jestli je vše v pořádku nebo potřebuje další pomoc a trénink. Pokud dítě potřebuje ještě další trénink opakuje se tento test i na konci druhého roku.
Klíčová fáze 1 test – na konci key stage 1 dojde k testování v oblastech: anglické čtení, anglická gramatika a matematika.
Klíčová fáze 2 test – na konci key stage 2 probíhá národní testování ve stejných oblastech jako v key stage 1 jen ve větším a pokročilejším rozsahu.

### Klíčová fáze 3
Povinné předměty:
- Anglický jazyk
- Matematika
- Věda
- Historie
- Geografie
- Moderní cizí jazyk
- Design a technologie
- Umění a design (výtvarná výchova)
- Muzika (hudební výchova)
- Tělesná výchova
- Občanská nauka
- Informatika
- Školy také musí zařídit výuku náboženství a sexuální výchovy, rodiče však mohou částečně nebo úplně své dítě z této výuky omluvit. (ze sexuální výchovy se mohou omluvit jen děti do 11 let)

### Klíčová fáze 4
Povinné předměty:
- Anglický jazyk
- Matematika
- Věda
- Další jsou foundation subject (podobné českým volitelným předmětům)
- Informatika
- Tělesná výchova
- Občanská nauka

Školy také musí nabízet alespoň jeden předmět z každé z těchto oblastí:
- Umění
- Design a technologie
- Humanitní vědy
- Moderní cizí jazyky
- Školy také musí zařídit výuku náboženství a sexuální výchovy, rodiče však mohou částečně nebo úplně své dítě z této výuky omluvit. (ze sexuální výchovy se mohou omluvit jen děti do 11 let)[14]

General certificate of secondary education (GCSEs) neboli v překladu všeobecné osvědčená o středním vzdělávání – je také součástí povinného testování na konci key stage 4 a skládá se z povinných i volitelných předmětů.